# Grégoire Taronitès (gouverneur de Chaldée)
Grégoire Taronitès (en grec : Γρηγόριος Ταρωνίτης) est un gouverneur byzantin du thème de Chaldée, situé au nord-est de la Turquie actuelle, le long de la mer Noire. Il est surtout connu pour s'être rebellé contre l'empereur Alexis Ier Comnène en 1103-1104, gouvernant sa province comme un État indépendant, avant d'être vaincu en 1106-1107. Il est ensuite emprisonné quelque temps de la prison d'Anemas, avant d'obtenir le pardon impérial. Certains historiens l'identifient à Grégoire Gabras mais cette thèse reste discutée.

## Origine et début de sa vie
Grégoire appartient à la famille aristocratique des Tarônitès, un clan d'une origine arménienne princière venant de Taron. Ses parents ne sont pas connus mais il est le neveu du panhypersébaste Michel Tarônitès, marié à Marie Comnène, la sœur de l'empereur Alexis Ier Comnène,. Des historiens comme Karl Hopf, Alexandre Vassiliev ou Claude Cahen estiment que Grégoire Taronitès est la même personne que Grégoire Gabras, qui disparaît des sources en 1091. Celui-ci est le fils de Théodore Gabras qui gouverne le thème de Chaldée presque comme un État indépendant de 1075 jusqu'à sa mort contre les Turcs en 1098. Toutefois, cette identification pose problème. En effet, Basile Skoulatos rappelle qu'Anne Comnène, dont l' Alexiade est la principale source d'informations pour l'époque, est une parente des deux hommes et qu'il apparaît donc improbable qu'elle les ait confondus. 
Grâce à une série de lettres écrites par l'archevêque Théophylacte d'Ochrid, il apparaît que Grégoire Taronitès a détenu un poste civil dans les Balkans avant de se voir confier une mission dans la région du Pont vers 1101-1103. Il combat victorieusement les Seldjoukides ainsi que des Francs. Il s'agit probablement de Bohémond Ier d'Antioche qui a été capturé par les Turcs à Néocésarée après sa défaite lors de la bataille de Mélitène en 1100 et que Grégoire rançonne,. Après avoir rempli sa mission avec succès, Grégoire Taronitès revient à Constantinople où Alexis le nomme dux (gouverneur militaire) du thème de Chaldée dans le Pont.

## Gouvernorat et rébellion en Chaldée
Lors de son arrivée à Trébizonde, la capitale de la province, Grégoire décide de se rebeller contre Alexis et emprisonne Dabaténos, son prédécesseur, ainsi que plusieurs notables de la cité. Dans un premier temps, Alexis tente de le convaincre de se soumettre pacifiquement et lui offre un pardon complet mais Grégoire répond par des poèmes insultant l'empereur, sa famille et les dirigeants civils et militaires de l'Empire. De ce fait, en 1105-1106, Alexis envoie une armée dirigée par Jean Taronitès, le cousin de Grégoire, contre ce dernier. Grégoire Taronitès décide de progresser vers l'intérieur des terres jusqu'à Colonée. Là, il tente de conclure une alliance avec les Danichmendides mais Jean arrive près de la ville, l'attaque et capture son oncle avant que ce dernier ait pu mettre son plan au point,.
En raison du refus de Grégoire Taronitès d'accepter son offre de paix, Alexis pense tout d'abord à l'aveugler, ce qui est la sanction classique des rebelles au sein de l'Empire byzantin. Toutefois, il en est dissuadé par Jean, qui plaide la clémence pour son cousin. A la place, Grégoire se fait raser les cheveux et la barbe, avant de subir le triomphe ridicule parmi les rues de Constantinople et d'être emprisonné dans la prison d'Anemas. Dans un premier temps, Grégoire Taronitès s'obstine et continue d'insulter l'empereur depuis sa cellule. Toutefois, après l'intercession de Nicéphore Bryenne, un ami de Grégoire et le mari d'Anne Comnène, il finit par renier ses insultes et implorer le pardon impérial. Finalement, il est à la fois relâché et pardonné mais il reçoit plusieurs honneurs importants,. Toutefois, la révolte de Grégoire Taronitès se place dans le cadre plus large de la perte d'autorité de l'Empire byzantin sur ses provinces périphériques, dont la région de Trébizonde, qui finit par prendre son indépendance en 1204 avec la création de l'empire de Trébizonde.
Il est à noter que Basile Skoulatos considère que Grégoire Taronitès est la même personne que le protovestiaire du même nom, qui est l'un des principaux ministres au début du règne de Jean II Comnène mais il est généralement considéré que ce sont deux hommes différents.

## Sources
- (en) Anthony Bryer, « A Byzantine Family: The Gabrades, c. 979 – c. 1653 », University of Birmingham Historical Journal, vol. XII,‎ 1970, p. 164-187
- (en) Alexander Kazhdan (dir.), Oxford Dictionary of Byzantium, New York et Oxford, Oxford University Press, 1991, 1re éd., 3 tom. (ISBN 978-0-19-504652-6 et 0-19-504652-8, LCCN 90023208)
- Basile Skoulatos, Les Personnages byzantins de l'Alexiade : Analyse prosopographique et synthèse, Louvain-la-Neuve, Nauwelaerts, 1980
- Elisabeth Malamut, Alexis Ier Comnène, Paris, Ellipses, 2007 (ISBN 978-2-7298-3310-7)